# Saddle Creek Records
Saddle Creek ist ein Independent-Plattenlabel aus Omaha, Nebraska.

## Geschichte
Gegründet wurde das Label 1993 unter dem Namen Lumberjack Records von den Brüdern Justin und Conor Oberst sowie Stammproduzent Mike Mogis und dem Chef des Labels, Robb Nansel. Das Label musste sich jedoch Mitte der 1990er Jahre aus rechtlichen Gründen umbenennen. Die Wahl des Namens fiel auf jene Straße, in der das Haus von Conor und Justin Oberst stand. Die erste Veröffentlichung war ein Tape vom damals 13-jährigen Conor Oberst namens Water aus dem Jahre 1993.
Nachdem die Veröffentlichungen der Plattenfirma zunächst nur Insiderkreisen bekannt waren, ist seit dem Erfolg der Bright-Eyes-LP Lifted or The Story Is in the Soil, Keep Your Ear to the Ground im Jahr 2002 ein Hype um das Label und die unter Vertrag stehenden Bands entstanden.
Das Label zählt mittlerweile zu den bekannteren Labels im Bereich des Indie-Rock und Pop, wobei auch akustische Elemente und Anleihen aus der Country-Musik enthalten sein können.
Die bekanntesten Bands auf Saddle Creek neben den Bright Eyes sind The Good Life, Cursive, The Faint, Two Gallants, Azure Ray, Now It’s Overhead, Desaparecidos und Son, Ambulance. Saddle Creek kann mittlerweile auf über 100 Veröffentlichungen zurückblicken.

## Aktuelle Interpreten
- Art in Manila
- Azure Ray
- Beep Beep
- Big Harp
- Bright Eyes
- Criteria
- Cursive
- Dag för Dag
- The Good Life
- Ladyfinger (ne)
- Eric Bachmann
- Land of Talk
- Maria Taylor
- Mayday
- Miles Benjamin Anthony Robinson
- The Mynabirds
- Neva Dinova
- Now It’s Overhead
- O+S
- Old Canes
- Orenda Fink
- The Rural Alberta Advantage
- Sebastien Grainger
- Son, Ambulance
- Sorry About Dresden
- The Thermals
- Tokyo Police Club
- Two Gallants
- UUVVWWZ

## Ehemalige Interpreten
- Broken Spindles
- Commander Venus
- Desaparecidos
- The Faint
- Gabardine
- Georgie James
- Lullaby for the Working Class
- Park Ave.
- Polecat
- Rilo Kiley
- Slowdown Virginia
- Smashmouth
- We’d Rather Be Flying